# Nyssia difficilis
Nyssia difficilis là một loài bướm đêm trong họ Geometridae.